# I morgon börjar livet
I morgon börjar livet (engelska: Mandy) är en brittisk dramafilm från 1952 i regi av Alexander Mackendrick.
Filmen baseras på Hilda Lewis roman The Day Is Ours.

## Utmärkelser
Filmen vann Juryns stora pris vid Filmfestivalen i Venedig 1952.

## Rollista i urval
- Mandy Miller - Mandy Garland
- Phyllis Calvert - Christine Garland
- Terence Morgan - Harry Garland
- Jack Hawkins - Richard Searle
- Godfrey Tearle - Mr. Garland
- Marjorie Fielding - Mrs. Garland
- Nancy Price - Jane Ellis
- Edward Chapman - Ackland
- Patricia Plunkett - Miss Crocker
- Dorothy Alison - Miss Stockton
- Eleanor Summerfield - Lily Tabor
- Julian Amyes - Jimmy Tabor
- Colin Gordon - Mr. Woollard Jr.
- Jane Asher - Nina
- Gabrielle Brune - sekreteraren
- John Cazabon - Davey
- Phyllis Morris - Miss Tucker
- Gabrielle Blunt - Miss Larner